# Società delle regate
La Società delle Regate è stato il primo yacht club italiano e uno dei più antichi a livello mondiale. La sua sede, ormai da 150 anni, si trova a Belgirate, piccolo borgo sulla riva piemontese del Lago Maggiore.
Fondata nel lontano 1858 organizzò la sua prima regata il 22 agosto dello stesso anno.  Tra i suoi soci fondatori annoverava i più illustri personaggi della storia risorgimentale italiana: da Ruggero Bonghi, ardito esploratore, allo statista Massimo d'Azeglio.